# Joan Todó
Joan Todó Cortiella (Cenia, 2 de abril de 1977) es un poeta y escritor español que escribe en catalán. 

## Biografía
Estudió Teoría literaria y Literatura comparada en Barcelona.
Una vez finalizados los estudios emprendió su carrera literaria en Barcelona. Allí vivió hasta finales de 2011, cuando volvió a La Sénia por cuestiones laborales. De su experiencia en la capital catalana surge su primer libro de poemas, Los fòssils (al ras) ("Los fósiles") y también su primer libro narrativo, A butxacades. Posteriormente también ha publicado El fàstic que us cega, otro libro de poemas.
Su última obra, L'horitzó primer, habla sobre su pueblo natal y surge de un encargo de once relatos cortos de la revista L'Avenç. Está inspirado en los libros de Gaziel y Artur Bladé, que también hablan de las localidades natales.
Ha colaborado también en diversas revistas literarias, como Papel de Vidrio, Paper de Vidre, Quadern, Pèl Capell, El Tacte que té, Reduccions, Caràcters i L'Avenç.

## Obra
- Todó, Joan (2007). Los fósiles ( al ras ). Alabatre, 5. Cornellá: La Breu edicions. p. 53. ISBN 978-84935391-1-5.
- Todó, Joan (2011). A butxacades. Colecció_ Cicuta , 1. Cornellá: La Breu edicions. p. 166. ISBN 978-84-937976-7-6.
- Todó, Joan (2012). El asco que os ciega. Alabatre, 39. Cornellá: La Breu edicions. p. 80. ISBN 978-84-939632-6-2.
- Todó, Joan (2013). L'horitzó primer. Els Llibres de L'Avenç. L'Avenç. p. 184. ISBN 978-84-88839-73-2.